# سیارک ۳۹۱۴
سیارک ۳۹۱۴ (به انگلیسی: 3914 Kotogahama، نامگذاری:1987SE) سه هزار و نهصد و چهاردهمین سیارک کشف شده‌است که در ۱۶ سپتامبر ۱۹۸۷ کشف شد.
قدر مطلق سیارک برابر ۱۱٫۵۰ است.